# 185 (nombre)
« Cent quatre-vingt-cinq » redirige ici. Pour l'année, voir 185.
185 (cent quatre-vingt-cinq ou cent octante-cinq) est l'entier naturel qui suit 184 et qui précède 186.

## En mathématiques
Cent quatre-vingt-cinq est :
- Le cinquième nombre 20-gonal.

## Dans d'autres domaines
Cent quatre-vingt-cinq est aussi :
- Le numéro de deux autoroutes américaines, l'Interstate 185 (en Géorgie) et l'Interstate 185 en Caroline du Sud.
- Années historiques : -185, 185.